# Master Sword
Het Master Sword, ook bekend als The Blade of Evil's Bane, is een magisch zwaard dat voorkomt in de videospelserie van The Legend of Zelda. Het zwaard heeft een onmetelijke kracht en is voor Link (de gekozen held) het ultieme wapen om de kwaadaardige Ganon te verslaan. 
Het zwaard heeft de kracht van "het verbannen van het kwade", waardoor het krachtige donkere magie en kwade wezens kan overwinnen. Kwade wezens kunnen het zwaard dus ook niet aanraken of gebruiken.
Het Master Sword werd geïntroduceerd in het derde spel uit de serie: A Link to the Past. Het zwaard ligt traditioneel in heilige, inheemse plaatsen in Hyrule, zoals de Temple of Time of The Lost Woods. Het zwaard werkt vaak niet optimaal, waardoor het in zekere zin moet worden "opgeladen". Alleen dan heeft het Master Sword het vermogen om Ganon te verslaan. Er zijn enkele situaties waarin het reeds "opgeladen" zwaard verder kan worden verbeterd; in A Link to the Past werd het getemperd en doordrongen met magische goud om zijn macht te laten rijzen. Ook in Twilight Princess wordt het zwaard aangedreven door twee zogenaamde souls in de Palace of Twilight.
Het zwaard dient ook als een sleutel tot de Sacred Realm. Terwijl het kwaad het vermogen van het zwaard belemmert, is zijn zegel niet onschendbaar. De verhalen van A Link to the Past, Ocarina of Time en The Wind Waker vangen aan met Ganon, wanneer hij een manier aan het vinden is om de macht van het zwaard in handen te krijgen. In de laatste twee spellen wordt het zwaard uit zijn voetstuk getrokken, waarbij het zegel volledig wordt verbroken. Hierdoor krijgt het kwaad de mogelijkheid om op te treden.
Het Master Sword is een tweesnijdend en eenhandig zwaard, vervaardigd door de Wijzen van Hyrule. De dwarsdoorsnede van het zwaard is zeshoekig. Op de vlakke zijden van het zwaard, in de buurt van de greep is een gouden Triforce symbool gegraveerd in het staal. Het heeft een blauwe of paarse pareerstang, gebogen in de vorm van een paar vleugels met een klein geel juweeltje waar het aan de greep ligt. De greep is vaak rood met een niet-versierde blauwe pommel.
In Oracle of Ages/Seasons zijn spelers in staat om hun "Noble Sword" te upgraden (via een wachtwoord gekoppelde spel), waardoor het wordt omgedoopt tot het "Master Sword". Het Master Sword is het enige wapen dat in staat is Ganon te schaden zonder het opladen van een spin-aanval. Omdat het Master Sword zelf geen rol heeft in de plot, en alleen verkrijgbaar is via het uitwisselen van wachtwoorden, is de canonisatie onzeker, net als haar relatie tot het Master Sword van de andere spellen.
In Oracle of Ages is het Noble Sword een erfstuk gegeven aan de Zoras, en als dit spel als eerste wordt gespeeld, kan het worden gescherpt door de koninklijke Zoran tot het Master Sword, wat aangeeft dat de Noble Sword een verzwakt Master Sword kan zijn, net als zijn verschijning in The Wind Waker. In Oracle of Seasons wordt de Noble Sword gevonden in een tempel, verborgen in de Lost Woods, het antwoord op zijn locatie in A Link to the Past; indien dit spel als eerste gespeeld wordt zal een oude man die onder de klokwinkel woont, het zwaard een nieuwe kracht geven (als Link een minigame voltooit waarin hij een monster moet verslaan).
In The Legend of Zelda: Tears of the Kingdom (vervolg op The Legend of Zelda: Breath of the Wild) blijkt dat het legendarische zwaard kapot is.